# August von Maltzan

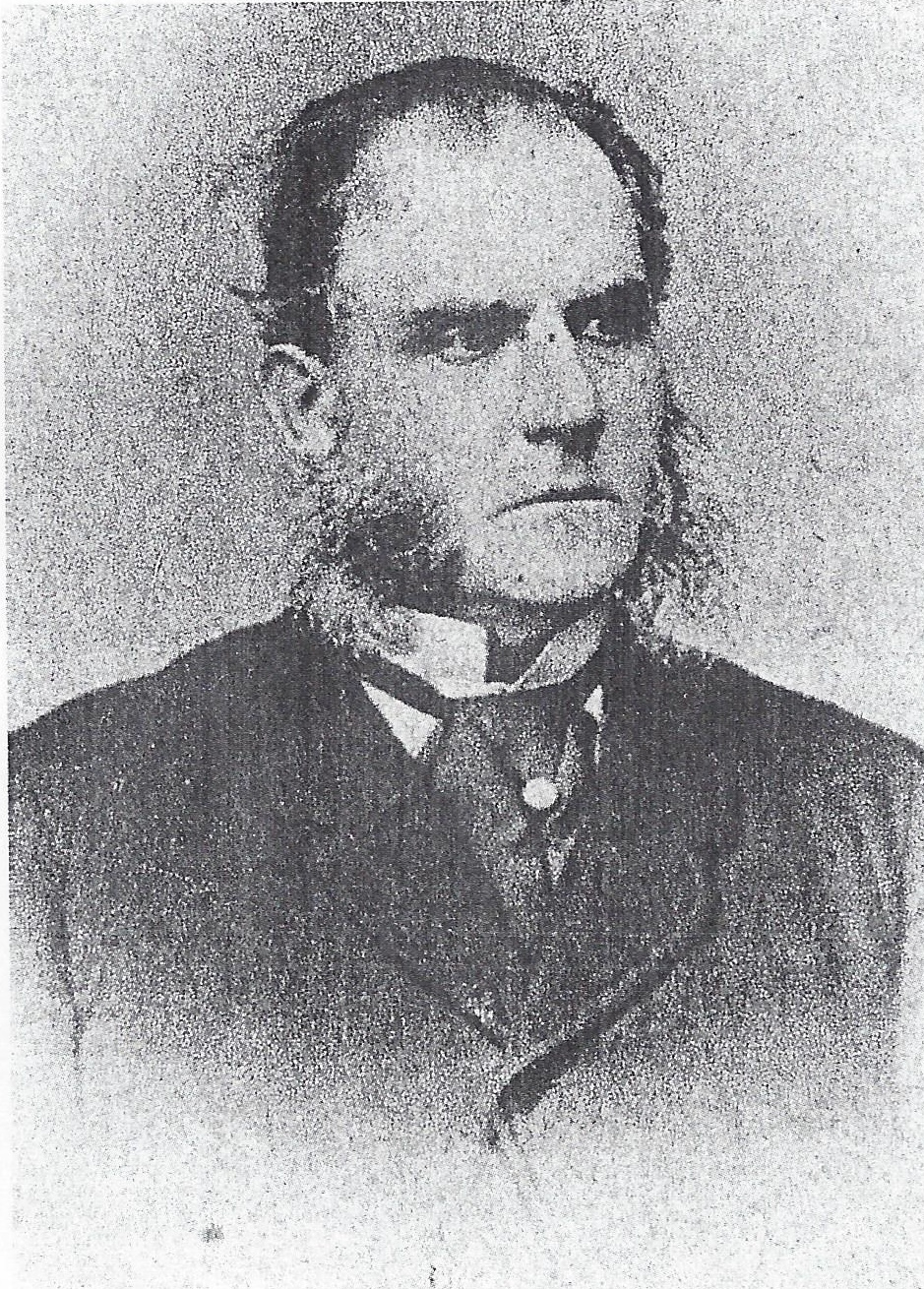
August von Maltzan

Graf August von Maltzan-Militsch (* 16. August 1823 in Frankfurt am Main; † 6. Januar 1878 in Dyhernfurth, Kreis Wohlau, Provinz Schlesien), Freiherr von Wartenberg und Penzlin. Vor und nach der Deutschen Reichsgründung war er Mitglied des Reichstags.

## Leben
Er entstammte dem schlesischen Zweig des mecklenburgischen Adelsgeschlechts Maltzan, welcher auf der Freien Standesherrschaft Schloss Militsch ansässig war. Nach dem Besuch von Schulen in Hamburg, Schnepfenthal  und Putbus studierte Maltzan von 1843 bis 1847 Rechtswissenschaft an der Rheinischen Friedrich-Wilhelms-Universität Bonn. 1843 wurde er im Corps Borussia Bonn aktiv. Maltzan war 1847 Mitglied des Vereinigten Landtages, von 1853 bis 1854 der Preußischen Ersten Kammer, seit 1854 erbliches Mitglied des Preußischen Herrenhauses und Ober-Erbkämmerer des Herzogtums Schlesien. Von 1867 bis 1871 war er Mitglied des Reichstags des Norddeutschen Bundes und von 1871 bis 1878 Mitglied des Deutschen Reichstags für die Deutsche Reichspartei für den Wahlkreis Regierungsbezirk Breslau 2 (Militsch-Trebnitz).
August heiratete am 4. Juni 1862 Alma Bertha Freiin von Veltheim (1843–1894). Das Paar hatte folgende Kinder:
- Andreas (1863–1921), Erbe vom Fideikommiss Militsch und wie sein Vater Obererbkämmerer des Herzogtums Schlesien, Major d. R.[5] ⚭ 1892 Elisabeth (Else) Gräfin von der Schulenburg (1869–1934)
- Aleandrine (1895–1984) ⚭ 1919 Walter von Reichenau (1884–1942)
- Gabriele (* 1899) ⚭ 1921 Otto Graf von Schwerin
- Eva (* 1902) ⚭ 1927 Hubertus Graf Strachwitz von Groß-Zauche und Camminetz († 1940, gefallen)
- Asta (* 1904) ⚭ 1927 Sigurd-Hortmar Freiherr von Beaulieu-Marconnay (1900–1953)
- Joachim Carl (1905–1940, gefallen) ⚭ 1933 Elisabeth Gräfin von Zech, sonst von Burkersroda genannt, (* 1913)
- Maria (* 1909) ⚭ 1935 Walter Hillbring, geschieden